# Обстріли Берислава (травень 2025)
Ця стаття є частиною сторінки Обстріли Берислава (2025) з 24 лютого 2022 року, яка є частиною Історії Берислава та Обстрілів Берислава.
Обстріли Берислава за травень 2025 року — низка терористичних атак на місто Берислав та район військами РФ, що почалися під час російського вторгнення в Україну з 24 лютого 2022 року та тривають понині.
Берислав до вторгнення Росії в Україну був осередком освіти Херсонщини з двома коледжами.
Зараз місто зазнало значних руйнувань, заміновані околиці, відсутні комунальні послуги. Під час окупації в місті була гостра нестача продуктів та ліків. Після деокупації місто зазнало нових випробувань, зокрема, відсутності електроенергії та води. Зараз Берислав перебуває під постійними обстрілами, внаслідок яких багато будинків пошкоджено, є поранені та загиблі. Багато людей в місті відмовляються покидати свої домівки, незважаючи на обстріли.

## Хронологія

### 1 травня 2025 року
1 травня 2025 року російські військові здійснили артилерійські обстріли та атаки за допомогою безпілотників на території Бериславської, Новорайської, Новоолександрівської, Нововоронцовської та Тягинської громад. Постраждали населені пункти Берислав, Шляхове, Новорайськ, Гаврилівка, Золота Балка, Михайлівка, Осокорівка, Тягинка, Бургунка, Миколаївка та Одрадокам’янка. У результаті пошкоджено житлові будинки та господарські споруди. Біля села Андріївка Калинівської громади 46–річний фермер підірвався на вибухонебезпечному пристрої. Під час розмінування лісу біля села Давидів Брід постраждали двоє працівників ДСНС України. Усім пораненим надано медичну допомогу. Інформацію надав начальник Бериславської районної військової адміністрації Володимир Літвінов.

### 2 травня 2025 року
2 травня 2025 року російські військові здійснили артилерійські обстріли та атаки за допомогою безпілотників на території Бериславської, Новоолександрівської та Тягинської громад. Постраждали населені пункти Берислав, Гаврилівка, Михайлівка, Тягинка, Бургунка, Вірівка, Львове, Миколаївка, Ольгівка та Одрадокам’янка. У результаті пошкоджено житлові будинки та господарські споруди. У Бургунці трактор наїхав на дві протипіхотні міни, проте обійшлося без постраждалих. У Саблуківці загинув 47–річний чоловік через детонацію вибухівки у дроні. Інформацію надав начальник Бериславської районної військової адміністрації Володимир Літвінов.

### 3 травня 2025 року
3 травня 2025 року російські військові здійснили авіаційний удар, артилерійські обстріли та атаки за допомогою безпілотників на території Бериславської, Новоолександрівської, Нововоронцовської, Милівської та Тягинської громад. Постраждали населені пункти Берислав, Новоберислав, Шляхове, Гаврилівка, Золота Балка, Михайлівка, Осокорівка, Дудчани, Тягинка, Бургунка, Львове та Одрадокам’янка. У результаті пошкоджено житлові будинки, господарські споруди, приміщення освітнього закладу в Дудчанах та об’єкт критичної інфраструктури у Львовому. Жертв серед цивільного населення не зафіксовано. Інформацію надав начальник Бериславської районної військової адміністрації Володимир Літвінов.

### 4 травня 2025 року
4 травня 2025 року російські військові здійснили мінометні та артилерійські обстріли, а також атаки за допомогою безпілотників на території Бериславської, Новорайської, Новоолександрівської, Милівської та Тягинської громад. Постраждали населені пункти Берислав, Шляхове, Зміївка, Новорайськ, Гаврилівка, Дудчани, Саблуківка, Тягинка, Бургунка, Високе, Ольгівка та Одрадокам’янка. У результаті пошкоджено житлові будинки, господарські споруди, навчальний заклад у Дудчанах та лінію електропередач у Високому. Біля села Тараса Шевченка трактор наїхав на вибухонебезпечний предмет, проте водій не постраждав. Жертв серед цивільного населення не зафіксовано. Інформацію надав начальник Бериславської районної військової адміністрації Володимир Літвінов.

### 5 травня 2025 року
5 травня 2025 року російські військові здійснили артилерійські обстріли та атаки за допомогою безпілотників на території Бериславської, Новорайської, Новоолександрівської, Нововоронцовської, Милівської та Тягинської громад. Постраждали населені пункти Берислав, Новорайськ, Монастирське, Михайлівка, Гаврилівка, Осокорівка, Милове, Дудчани, Тягинка, Бургунка, Львове та Одрадокам’янка. У результаті пошкоджено житлові будинки, господарські споруди та об’єкт критичної інфраструктури в Новорайську. Жертв серед цивільного населення не зафіксовано. Інформацію надав начальник Бериславської районної військової адміністрації Володимир Літвінов.

### 6 травня 2025 року
6 травня 2025 року російські військові здійснили авіаційний удар, танкові, артилерійські обстріли та атаки за допомогою безпілотників на території Бериславської, Новорайської, Новоолександрівської, Нововоронцовської, Милівської та Тягинської громад. Постраждали населені пункти Берислав, Шляхове, Новорайськ, Крупиця, Червоний Маяк, Костирка, Гаврилівка, Михайлівка, Золота Балка, Нововоронцовка, Червоний Яр, Нова Кам’янка, Тягинка, Бургунка, Львове та Миколаївка. У результаті пошкоджено житлові будинки, господарські споруди, приміщення навчального закладу в Бериславі та об’єкт критичної інфраструктури в Новорайську. У Новій Кам’янці зафіксовано дистанційне мінування громадських місць. Внаслідок атаки БПЛА у Червоному Яру загинув 26–річний чоловік, ще двоє осіб отримали поранення та були доправлені до лікарні. Інформацію надав начальник Бериславської районної військової адміністрації Володимир Літвінов.

### 7 травня 2025 року
7 травня 2025 року російські військові здійснили артилерійські обстріли та атаки за допомогою безпілотників на території Бериславської, Новорайської, Новоолександрівської, Нововоронцовської та Тягинської громад. Постраждали населені пункти Берислав, Новоберислав, Шляхове, Томарине, Монастирське, Михайлівка, Осокорівка, Тягинка, Бургунка, Львове, Миколаївка, Ольгівка та Одрадокам’янка. У результаті пошкоджено житлові будинки, господарські споруди та транспортний засіб. У Бериславі службовий автомобіль АТ «Укрпошта» наїхав на вибуховий пристрій та зазнав значних ушкоджень. Жертв серед цивільного населення не зафіксовано. Інформацію надав начальник Бериславської районної військової адміністрації Володимир Літвінов.

### 8 травня 2025 року
8 травня 2025 року російські військові здійснили артилерійські обстріли та атаки за допомогою безпілотників на території Бериславської, Новоолександрівської, Борозенської та Тягинської громад. Постраждали населені пункти Берислав, Шляхове, Зміївка, Михайлівка, Чарівне, Тягинка, Бургунка, Львове, Миколаївка та Одрадокам’янка. У результаті пошкоджено житлові будинки, господарські споруди та транспортний засіб. У Бериславі 63–річний чоловік отримав поранення від атаки БПЛА та був доправлений до Новорайська для медичної допомоги. У Зміївці ворожий дрон атакував автомобіль під час евакуації, спричинивши механічні пошкодження та акубаротравми у пасажирів. Незважаючи на інцидент, евакуація була успішно завершена. Інформацію надав начальник Бериславської районної військової адміністрації Володимир Літвінов.

### 9 травня 2025 року
9 травня 2025 року російські військові здійснили артилерійські обстріли та атаки за допомогою безпілотників на території Бериславської, Новоолександрівської, Милівської та Тягинської громад. Постраждали населені пункти Шляхове, Михайлівка, Качкарівка, Тягинка, Бургунка, Львове, Миколаївка та Одрадокам’янка. У результаті пошкоджено житлові будинки та господарські споруди. Жертв серед цивільного населення не зафіксовано. Інформацію надав начальник Бериславської районної військової адміністрації Володимир Літвінов.

### 10 травня 2025 року
10 травня 2025 року російські військові здійснили артилерійські обстріли та атаки за допомогою безпілотників на території Бериславської, Новоолександрівської та Тягинської громад. Постраждали населені пункти Берислав, Шляхове, Золота Балка, Тягинка, Бургунка, Вірівка, Львове, Миколаївка та Одрадокам’янка. У результаті пошкоджено житлові будинки та господарські споруди. Жертв серед цивільного населення не зафіксовано. Інформацію надав начальник Бериславської районної військової адміністрації Володимир Літвінов.

### 11 травня 2025 року
11 травня 2025 року російські військові здійснили артилерійські обстріли та атаки за допомогою безпілотників на території Бериславської, Новорайської, Новоолександрівської та Тягинської громад. Постраждали населені пункти Берислав, Шляхове, Новорайськ, Монастирське, Крупиця, Михайлівка, Гаврилівка, Осокорівка, Тягинка, Бургунка, Миколаївка, Ольгівка та Одрадокам’янка. У результаті пошкоджено житлові будинки, господарські споруди та об’єкт критичної інфраструктури в Новорайську. Жертв серед цивільного населення не зафіксовано. Інформацію надав начальник Бериславської районної військової адміністрації Володимир Літвінов.

### 12 травня 2025 року
12 травня 2025 року російські військові здійснили мінометні та артилерійські обстріли, а також атаки за допомогою безпілотників на території Бериславської, Новоолександрівської, Нововоронцовської, Милівської та Тягинської громад. Постраждали населені пункти Берислав, Зміївка, Гаврилівка, Осокорівка, Дудчани, Тягинка, Бургунка, Ольгівка та Одрадокам’янка. У результаті пошкоджено житлові будинки, господарські споруди та транспортні засоби. У лікарні помер 61–річний директор місцевого комунального підприємства, який був поранений наприкінці квітня. До поліції звернувся 66–річний чоловік, який отримав тілесні ушкодження внаслідок обстрілів у Гаврилівці 6 травня. Інформацію надав начальник Бериславської районної військової адміністрації Володимир Літвінов.

### 13 травня 2025 року
13 травня 2025 року російські військові здійснили артилерійські обстріли та атаки за допомогою безпілотників на території Бериславської, Новоолександрівської, Нововоронцовської та Тягинської громад. Постраждали населені пункти Берислав, Золота Балка, Михайлівка, Нововоронцовка, Осокорівка, Тягинка, Бургунка, Львове, Миколаївка та Одрадокам’янка. У результаті пошкоджено житлові будинки, господарські споруди, об’єкт критичної інфраструктури в Нововоронцовці та приміщення центру культури й дозвілля в Осокорівці. У Бериславі поранення отримала 65–річна жінка, а ще одна місцева жителька повідомила про тілесні ушкодження, отримані 6 травня. Постраждалим надано медичну допомогу. Інформацію надав начальник Бериславської районної військової адміністрації Володимир Літвінов.

### 14 травня 2025 року
14 травня 2025 року російські військові здійснили артилерійські обстріли та атаки за допомогою безпілотників на території Бериславської, Новоолександрівської, Милівської та Тягинської громад. Постраждали населені пункти Берислав, Шляхове, Гаврилівка, Біляївка, Українка, Новокаїри, Тягинка, Львове, Миколаївка, Ольгівка та Одрадокам’янка. У результаті пошкоджено житлові будинки, господарські споруди та дошкільний заклад у Шляховому. Під час доставки гуманітарної допомоги до Берислава ворожий дрон атакував транспортний засіб, спричинивши механічні пошкодження та поранення 48–річного чоловіка. У Бериславі 68–річна жінка зазнала травм через вибухонебезпечний предмет. Усім постраждалим надано медичну допомогу. Інформацію надав начальник Бериславської районної військової адміністрації Володимир Літвінов.

### 15 травня 2025 року
15 травня 2025 року російські військові здійснили артилерійські обстріли та атаки за допомогою безпілотників на території Бериславської, Новоолександрівської, Нововоронцовської, Милівської та Тягинської громад. Постраждали населені пункти Берислав, Раківка, Тараса Шевченка, Михайлівка, Осокорівка, Дудчани, Тягинка, Вірівка, Миколаївка та Одрадокам’янка. У результаті пошкоджено житлові будинки та господарські споруди. У Бериславі загинув 51–річний чоловік, поранення отримали 71–річний та 72–річний чоловіки, яким надано медичну допомогу. 68–річний мешканець Берислава повідомив про отримані поранення внаслідок обстрілів 8 травня. Інформацію надав начальник Бериславської районної військової адміністрації Володимир Літвінов.

### 16 травня 2025 року
16 травня 2025 року російські військові здійснили артилерійські обстріли та атаки за допомогою безпілотників на території Бериславської, Новоолександрівської, Нововоронцовської та Тягинської громад. Постраждали населені пункти Берислав, Урожайне, Гаврилівка, Нововоронцовка, Осокорівка, Тягинка, Миколаївка, Ольгівка та Одрадокам’янка. У результаті пошкоджено житлові будинки, господарські споруди та об’єкти критичної інфраструктури в Урожайному та Нововоронцовці. Під час розвантаження гуманітарної допомоги в Урожайному ворожий FPV–дрон пошкодив причіп і знищив гуманітарні набори. Жертв серед цивільного населення не зафіксовано. Інформацію надав начальник Херсонської обласної військової адміністрації Володимир Літвінов.

### 17 травня 2025 року
17 травня 2025 року російські військові здійснили артилерійські обстріли та атаки за допомогою безпілотників на території Бериславської, Новорайської, Новоолександрівської, Нововоронцовської, Великоолександрівської та Тягинської громад. Постраждали населені пункти Берислав, Томарине, Раківка, Новорайськ, Червоний Маяк, Михайлівка, Осокорівка, Білоусове, Тягинка, Бургунка, Вірівка, Миколаївка, Ольгівка та Одрадокам’янка. У результаті пошкоджено житлові будинки, господарські споруди, об’єкт критичної інфраструктури в Томариному та складське приміщення агрофірми в Новорайську, частково пошкоджено лінії електропередач. Поблизу Білоусового сталося загоряння лісу, яке було ліквідовано. У Новоолександрівці через детонацію вибухонебезпечного предмета поранення отримала 58–річна жінка, яку доправили до лікарні. Інформацію надав начальник Бериславської районної військової адміністрації Володимир Літвінов.

### 18 травня 2025 року
18 травня 2025 року російські військові здійснили мінометні та артилерійські обстріли, а також атаки за допомогою безпілотників на території Бериславської, Новоолександрівської, Милівської та Тягинської громад. Постраждали населені пункти Берислав, Новоберислав, Шляхове, Зміївка, Урожайне, Новоолександрівка, Дудчани, Тягинка, Бургунка, Високе, Миколаївка, Ольгівка та Одрадокам’янка. У результаті пошкоджено житлові будинки, господарські споруди, транспортний засіб та об’єкт критичної інфраструктури у Високому. За медичною допомогою звернулася 46–річна жінка, яка отримала поранення внаслідок атаки БПЛА у Бериславі 14 травня. Інформацію надав начальник Бериславської районної військової адміністрації Володимир Літвінов.

### 19 травня 2025 року
19 травня 2025 року російські військові здійснили танкові та артилерійські обстріли, а також атаки за допомогою безпілотників на території Бериславської, Новорайської, Новоолександрівської та Тягинської громад. Постраждали населені пункти Берислав, Томарине, Раківка, Тараса Шевченка, Новорайськ, Костирка, Заможне, Михайлівка, Тягинка, Бургунка, Високе, Львове, Ольгівка та Одрадокам’янка. У результаті пошкоджено житлові будинки, господарські споруди та об’єкт критичної інфраструктури в Новорайську. У Костирці через атаку БПЛА поранення отримав 27–річний чоловік, а також пошкоджено сільськогосподарську техніку. Постраждалого доправлено до лікарні. Інформацію надав начальник Бериславської районної військової адміністрації Володимир Літвінов.

### 20 травня 2025 року
20 травня 2025 року російські військові здійснили артилерійські обстріли та атаки за допомогою безпілотників на території Бериславської, Новоолександрівської, Нововоронцовської, Милівської та Тягинської громад. Постраждали населені пункти Берислав, Шляхове, Раківка, Золота Балка, Нововоронцовка, Дудчани, Новокаїри, Тягинка, Вірівка та Миколаївка. У результаті пошкоджено житлові будинки, господарські споруди, об’єкт критичної інфраструктури в Нововоронцовці та адміністративну будівлю в Новокаїрах. Жертв серед цивільного населення не зафіксовано. Інформацію надав начальник Бериславської районної військової адміністрації Володимир Літвінов.

### 21 травня 2025 року
21 травня 2025 року російські військові здійснили артилерійські обстріли та атаки за допомогою безпілотників на території Бериславської, Новоолександрівської, Нововоронцовської, Милівської та Тягинської громад. Постраждали населені пункти Берислав, Шляхове, Червоний Маяк, Новоолександрівка, Гаврилівка, Золота Балка, Осокорівка, Дудчани, Новокаїри, Тягинка та Одрадокам’янка. У результаті пошкоджено житлові будинки, господарські споруди, а також зафіксовано загорання на території національного парку в Новокаїрах. Внаслідок атаки БПЛА поранення отримала 67–річна жінка, яку доправили до медичного закладу. Інформацію надав начальник Бериславської районної військової адміністрації Володимир Літвінов.

### 22 травня 2025 року
22 травня 2025 року російські військові здійснили артилерійські обстріли та атаки за допомогою безпілотників на території Бериславської, Новорайської, Новоолександрівської, Нововоронцовської, Милівської, Борозенської та Тягинської громад. Постраждали населені пункти Берислав, Шляхове, Томарине, Новорайськ, Червоний Маяк, Заможне, Степне, Новоолександрівка, Гаврилівка, Золота Балка, Осокорівка, Дудчани, Новокаїри, Чарівне, Тягинка, Бургунка, Миколаївка та Одрадокам’янка. У результаті пошкоджено житлові будинки, господарські споруди, транспортні засоби, навчальний заклад у Дудчанах та заклад громадського харчування в Осокорівці. У Бериславі загинули 54–річна жінка та 64–річний чоловік, поранення отримали 26–річний мешканець Осокорівки та 72–річний мешканець Новоолександрівки, яких доправили до лікарні. Інформацію надав начальник Бериславської районної військової адміністрації Володимир Літвінов.

### 23 травня 2025 року
23 травня 2025 року російські військові здійснили танкові, мінометні та артилерійські обстріли, а також атаки за допомогою безпілотників на території Бериславської, Новорайської, Новоолександрівської, Нововоронцовської, Милівської та Тягинської громад. Постраждали населені пункти Берислав, Новоберислав, Шляхове, Монастирське, Гаврилівка, Золота Балка, Михайлівка, Нововоронцовка, Осокорівка, Любимівка, Саблуківка, Дудчани, Тягинка, Бургунка, Високе, Вірівка, Миколаївка та Одрадокам’янка. У результаті пошкоджено житлові будинки, господарські споруди, транспортні засоби та приміщення ФАПу в Монастирському. Між Вірівкою та Високим зафіксовано загоряння сухої трави, яке було ліквідовано. У Червоному трактор підірвався на вибухонебезпечному предметі, але водій не постраждав. Внаслідок атаки БПЛА у Гаврилівці поранено 61–річного чоловіка, а між Качкарівкою та Новою Кам’янкою — 36–річного чоловіка. Усіх постраждалих доправлено до медичного закладу. Інформацію надав начальник Бериславської районної військової адміністрації Володимир Літвінов.

### 24 травня 2025 року
24 травня 2025 року російські військові здійснили артилерійські обстріли та атаки за допомогою безпілотників на території Бериславської, Новоолександрівської, Нововоронцовської та Тягинської громад. Постраждали населені пункти Берислав, Шляхове, Томарине, Гаврилівка, Осокорівка, Тягинка, Бургунка, Львове, Миколаївка та Одрадокам’янка. У результаті пошкоджено житлові будинки, господарські споруди, транспортні засоби та приміщення навчального закладу в Осокорівці. У Калинівському через боєприпаси загинув 8–річний хлопчик, а ще шестеро осіб, зокрема двоє дітей, отримали поранення. Усіх постраждалих доправлено до лікарні. Інформацію надав начальник Бериславської районної військової адміністрації Володимир Літвінов.

### 25 травня 2025 року
25 травня 2025 року російські військові здійснили артилерійські обстріли та атаки за допомогою безпілотників на території Бериславської, Нововоронцовської та Тягинської громад. Постраждали населені пункти Берислав, Шляхове, Томарине, Нововоронцовка, Осокорівка, Тягинка, Бургунка, Львове, Миколаївка та Одрадокам’янка. У результаті пошкоджено житлові будинки, господарські споруди, об’єкт критичної інфраструктури в Томариному. У Нововоронцовці зафіксовано загоряння сухої трави, а в Осокорівці — житлового будинку. Пожежі були локалізовані працівниками ДСНС. Жертв серед цивільного населення не зафіксовано. Інформацію надав начальник Бериславської районної військової адміністрації Володимир Літвінов.

### 26 травня 2025 року
26 травня 2025 року російські військові здійснили артилерійські обстріли та атаки за допомогою безпілотників на території Бериславської, Новорайської, Новоолександрівської, Нововоронцовської та Тягинської громад. Постраждали населені пункти Берислав, Томарине, Крупиця, Червоний Маяк, Українка, Нововоронцовка, Осокорівка, Шевченківка, Хрещенівка, Тягинка, Бургунка, Львове, Миколаївка та Одрадокам’янка. У результаті пошкоджено житлові будинки, господарські споруди та об’єкти критичної інфраструктури у Шевченківці та Хрещенівці. Медичну допомогу надано 78–річному жителю Берислава, який постраждав від обстрілу 22 травня. Інформацію надав начальник Бериславської районної військової адміністрації Володимир Літвінов.

### 27 травня 2025 року
27 травня 2025 року російські військові здійснили авіаційний удар, артилерійські обстріли та атаки за допомогою безпілотників на території Бериславської, Новорайської, Новоолександрівської та Тягинської громад. Постраждали населені пункти Берислав, Шляхове, Томарине, Червоний Маяк, Золота Балка, Тягинка, Львове, Миколаївка, Ольгівка та Одрадокам’янка. У результаті пошкоджено житлові будинки, господарські споруди, складські приміщення сільськогосподарського підприємства в Золотій Балці та об’єкт критичної інфраструктури в Томариному. У Зміївці 47–річний чоловік отримав поранення через вибухонебезпечний предмет та був доправлений до лікарні. Інформацію надав начальник Бериславської районної військової адміністрації Володимир Літвінов.

### 28 травня 2025 року
28 травня 2025 року російські військові здійснили мінометні та артилерійські обстріли, а також атаки за допомогою безпілотників на території Бериславської, Новорайської, Новоолександрівської, Нововоронцовської, Милівської та Тягинської громад. Постраждали населені пункти Берислав, Шляхове, Томарине, Зміївка, Раківка, Червоний Маяк, Михайлівка, Біляївка, Українка, Нововоронцовка, Осокорівка, Дудчани, Качкарівка, Тягинка, Бургунка, Львове, Миколаївка, Ольгівка та Одрадокам’янка. У результаті пошкоджено житлові будинки, господарські споруди, транспортний засіб, об’єкт критичної інфраструктури в Осокорівці та приміщення магазину в Дудчанах. Жертв серед цивільного населення не зафіксовано. Інформацію надав начальник Бериславської районної військової адміністрації Володимир Літвінов.

### 29 травня 2025 року
29 травня 2025 року російські військові здійснили артилерійські обстріли, удари з реактивних систем залпового вогню та атаки за допомогою безпілотників на території Бериславської, Новорайської, Новоолександрівської, Нововоронцовської, Милівської та Тягинської громад. Постраждали населені пункти Берислав, Новоберислав, Томарине, Тараса Шевченка, Новорайськ, Червоний Маяк, Біляївка, Українка, Гаврилівка, Осокорівка, Дудчани, Миколаївка та Ольгівка. У результаті пошкоджено житлові будинки, господарські споруди, адміністративну будівлю в Біляївці, об’єкт критичної інфраструктури в Дудчанах та фермерське господарство в Тараса Шевченка. У Бериславі загинули 33–річний та 46–річний чоловіки, поранення отримала 59–річна мешканка міста. Через вибухонебезпечний предмет у Малій Олександрівці постраждав 44–річний чоловік, а в Качкарівці — 41–річний. Усіх постраждалих доправлено до лікарні. Інформацію надав начальник Бериславської районної військової адміністрації Володимир Літвінов.

### 30 травня 2025 року
30 травня 2025 року російські військові здійснили артилерійські обстріли та атаки за допомогою безпілотників на території Бериславської, Новорайської, Новоолександрівської, Нововоронцовської, Великоолександрівської та Тягинської громад. Постраждали населені пункти Берислав, Зміївка, Новорайськ, Михайлівка, Гаврилівка, Нововоронцовка, Нововасилівка, Тягинка, Бургунка, Миколаївка, Ольгівка та Одрадокам’янка. У результаті пошкоджено житлові будинки, господарські споруди та об’єкт критичної інфраструктури в Нововоронцовці. У Новорайську поранення отримали 74–річна жінка та двоє чоловіків віком 70 і 75 років, яких доправлено до медичного закладу. Інформацію надав начальник Бериславської районної військової адміністрації Володимир Літвінов.

### 31 травня 2025 року
31 травня 2025 року російські військові здійснили артилерійські обстріли та атаки за допомогою безпілотників на території Бериславської, Новоолександрівської, Милівської та Тягинської громад. Постраждали населені пункти Берислав, Золота Балка, Біляївка, Гаврилівка, Милове, Дудчани, Нова Кам’янка, Тягинка та Львове. У результаті пошкоджено житлові будинки та господарські споруди. Жертв серед цивільного населення не зафіксовано. Інформацію надав начальник Бериславської районної військової адміністрації Володимир Літвінов.